# Elysium Mons
Elysium Mons je štítová sopka
na povrchu Marsu. Nachází se na severní polokouli planety v druhé největší vulkanické oblasti Marsu – Elysium Planitia. Sopka vystupuje 12,5 kilometrů nad okolní lávové pláně a 16 km nad nulovou hladinu Marsu s celkovou velikostí základny 420 × 500 × 700 km.
Na vrcholu sopky se nachází kaldera, která má 14 km napříč.
Předpokládá se, že sopka vznikla podobně jako další tělesa v oblasti Tharsis. Na svazích jsou viditelné projevy výlevného vulkanismu, jak láva stékala po úbočí sopky. Svahy sopky se sklánějí pod vyšším úhlem než je obvyklé pro štítové sopky na Marsu dosahující 10°,
což vypovídá o rozdílném chemickém složení magmatu, které ze sopky unikalo. Na severozápadní straně byly pozorovány lávové kanály.

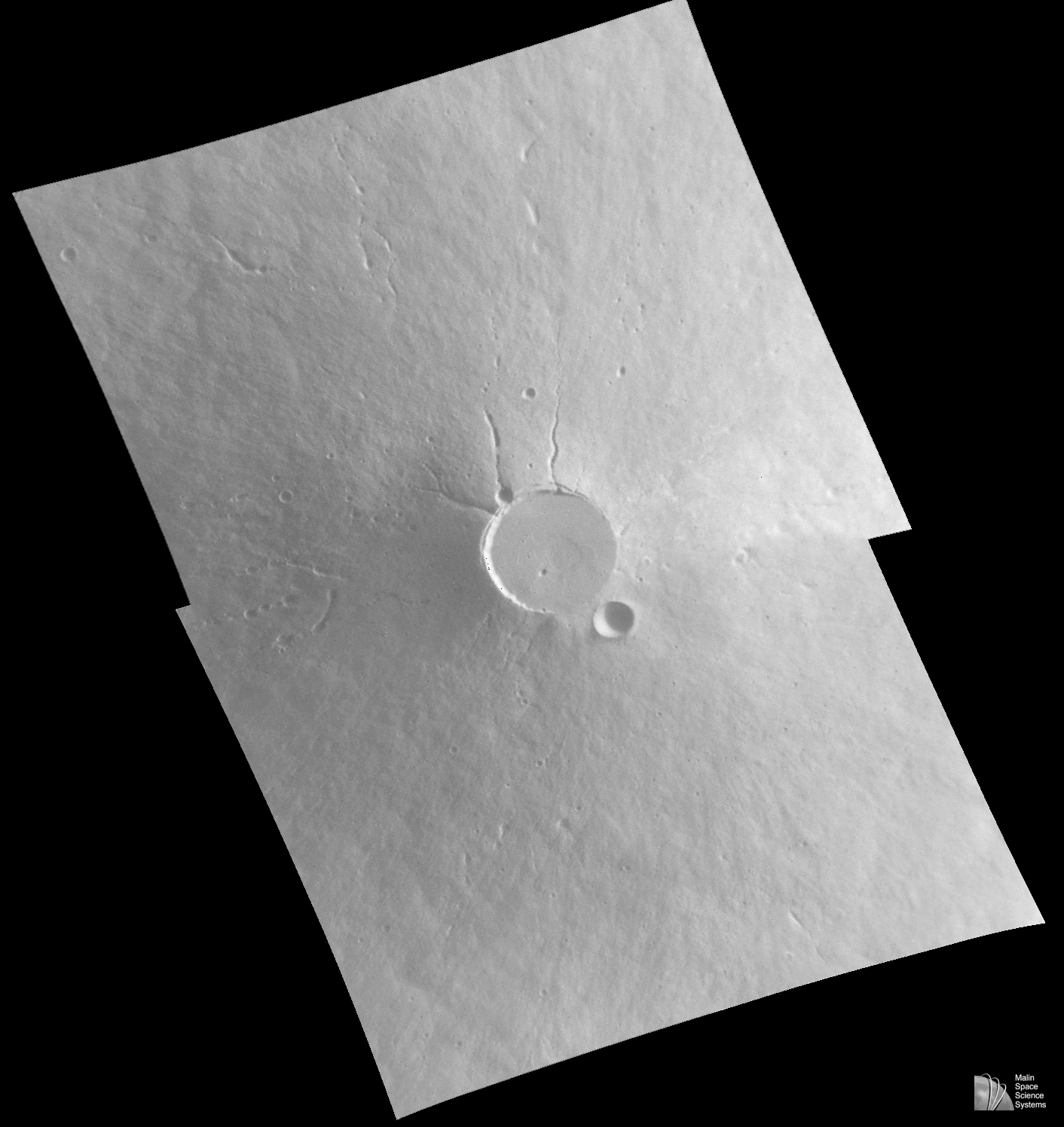
kaldera vulkánu Elysium Mons

Pojmenována byla roku 1973, když byla o rok dříve v 11:37 16. října 1972 objevena americkou sondou Mariner 9. Povrch sopky je pokryt krátery, některé z nich vypadají jako impaktní krátery, o čemž svědčí vyvržený materiál okolo nich. Počítáním množství kráterů na povrchu sopky se došlo k závěru, že Elysium Mons je velmi mladá a poslední lávové výlevy zde probíhaly před 20 milióny let, což mění pohled na sopečnou aktivitu Marsu, o níž se předpokládalo, že v historii Marsu skončila mnohem dříve .
Na jih od Elysium Mons se nachází další menší sopka Albor Tholus a na severu Hecates Tholus.